# ثيوأسيتاميد
الثيوأسيتاميد مركب من الكبريت العضوي بالصيغة C 2 H 5 N S. هذه المادة الصلبة البلورية البيضاء قابلة للذوبان في الماء وتعمل كمصدر لأيونات الكبريتيد في تخليق المركبات العضوية وغير العضوية. فهو بروتوتيبيكال ثيوأميد.

## بحث
من المعروف أن الثيوأسيتاميد يسبب أمراض الكبد الحادة أو المزمنة (التليف والتليف الكبدي) في النموذج الحيواني التجريبي. يؤدي تناوله في الفئران إلى حدوث اعتلال الدماغ الكبدي ، والحماض الاستقلابي ، وزيادة مستويات الترانساميناسات ، واعتلال التخثر غير الطبيعي ، والنخر المركزي ، وهي السمات الرئيسية لمرض الكبد المزمن الإكلينيكي ، لذلك يمكن للثيواسيتاميد أن يحاكي بوجه الخصوص بداية مرض الكبد البشري وتطوره في النموذج الحيواني. 

## الكيمياء التناسقية
يستخدم الثيوأسيتاميد على نطاق واسع في التحليل النوعي الكلاسيكي غير العضوي كمصدر في الموقع لأيونات الكبريتيد. لذلك، فإن معالجة المحاليل المائية للعديد من الكاتيونات المعدنية بمحلول ثيو أسيتاميد يعطي كبريتيد المعدن المقابل:
M2+  +  CH3C(S)NH2  +  H2O   →   MS  + CH3C(O)NH2  +  2 H+  (M = Ni, Pb, Cd, Hg)
الترسبات ذات الصلة تحدث لمصادر الكاتيونات اللينة ثلاثية التكافؤ مثل (As3+, Sb3+, Bi3+) والكاتيونات أحادية التكافؤ مثل (Ag+, Cu+).

## التحضير
يمكن تحضير ثيو أسيتاميد عن طريق معالجة الأسيتاميد بالفوسفور بنتاسولفيد كما هو موضح في تفاعل الأيدلايزد التالي: 
CH3C(O)NH2  +  1/4 P4S10   →   CH3C(S)NH2 +  1/4 P4S6O4

## البنية
يكون جزء C2NH2S للجزيء مستويًا ؛ المسافات بين C-S و C-N و C-C هي 1.68 و 1.31 و 1.50 Å على التوالي. تشير المسافات القصيرة للرابطة C-S و C-N لترابط متعدد. 

## الأمان
الثيوأسيتاميد هو مادة مسرطنة من الفئة 2B.
من المعروف أنه ينتج سمية كبدية ملحوظة للحيوانات التي تعرضت له. قيم السمية هي 301 ملغم / كغم في الجرذان (LD50 ، عن طريق الفم) ، 300 ملغم / كغم في الفئران (LD50 ، الإعطاء داخل الصفاق).  وهو دليل على التغيرات الأنزيمية ، والتي تشمل الارتفاع في مستويات مصل ألانين ترانس أميناز ، وأسبارتاتي ترانساميناز وحمض الأسبارتيك . 